# Janovice (Vinary)
Janovice (německy Janowitz) je vesnice, část obce Vinary v okrese Hradec Králové. Nachází se asi 1,5 km na jih od Vinar. V roce 2009 zde bylo evidováno 61 adres. V roce 2001 zde trvale žilo 81 obyvatel.
Janovice leží v katastrálním území Janovice u Vinar o rozloze 2,31 km2.

## Historie
První písemná zmínka o obci pochází z roku 1427.

## Pamětihodnosti
- Sousoší sv. Šebestiána, sv. Rozálie a sv. Rocha